# Lista koreańskich artystów z największą liczbą sprzedanych albumów muzycznych w Korei Południowej
Poniższy artykuł przedstawia listę artystów z największą liczbą sprzedanych albumów muzycznych w Korei Południowej. Opiera się na sprzedaży cyfrowej lub sprzedaży płyt fizycznych. Liczby podawane są w przybliżeniu i mogą się różnić nieznacznie od rzeczywistej sprzedaży. Do listy nie jest brana pod uwagę sprzedaż ze streamingu.

## Artyści według sprzedaży

### Ponad 10 milionów płyt
| Zdjęcie | Artysta        | Aktywność          | Gatunek                                                                               | Szacowana sprzedaż (w milionach) | Źródło            |
| ------- | -------------- | ------------------ | ------------------------------------------------------------------------------------- | -------------------------------- | ----------------- |
|         | Cho Yong-pil   | od 1968            | pop / rock / nowa fala                                                                | ponad 20 milionów                | [ 1 ] [ 2 ]       |
|         | TVXQ           | od 2003            | pop / R&B / electropop                                                                | ponad 15 milionów 648 tysięcy    | [ 3 ]             |
|         | Shin Seung-hun | od 1990            | pop                                                                                   | ponad 15 milionów                | [ 2 ] [ 4 ]       |
|         | Seo Taiji      | 1989–1996, od 1998 | rock alternatywny / nu metal / heavy metal / rap metal / rapcore / rap rock / hip-hop | ponad 12 milionów                | [ 2 ]             |
|         | Kim Gun-mo     | od 1992            | pop                                                                                   | ponad 11 milionów                | [ 2 ] [ 5 ] [ 6 ] |
|         | BTS            | od 2013            | pop / hip-hop / R&B / dance                                                           | ponad 10 milionów 23 tysiące     | [ 7 ]             |
|         | Exo            | od 2011            | pop / R&B / dance                                                                     | ponad 10 milionów                | [ 8 ]             |

### Ponad milion płyt
| Zdjęcie | Artysta            | Aktywność            | Gatunek                                                           | Szacowana sprzedaż           | Źródło        |
| ------- | ------------------ | -------------------- | ----------------------------------------------------------------- | ---------------------------- | ------------- |
|         | Shin Hae-chul      | 1988–2014            | rock / pop / techno / electronica                                 | ponad 8 milionów 220 tysięcy | [ 2 ]         |
|         | Jo Sung-mo         | od 1998              | pop                                                               | ponad 8 milionów 200 tysięcy | [ 2 ]         |
|         | H.O.T.             | 1996–2001            | pop / teen pop / rock / dance / hip-hop                           | ponad 7 milionów 636 tysięcy | [ 3 ]         |
|         | Girls’ Generation  | od 2007              | teen pop / R&B / electro                                          | ponad 7 milionów 7 tysięcy   | [ 3 ]         |
|         | Cool               | od 1994              | pop / dance / dance-pop / ballada                                 | ponad 7 milionów             | [ 2 ]         |
|         | Seo Taiji and Boys | 1992–1996            | hip-hop / rock alternatywny / metal alternatywny / rap rock / pop | ponad 7 milionów             | [ 9 ] [ 10 ]  |
|         | T-ara              | od 2009              | pop / electropop / R&B / EDM                                      | ponad 6 milionów 700 tysięcy | [ 11 ] [ 12 ] |
|         | Roo’ra             | 1994–2001; 2008–2009 | pop / hip-hop                                                     | ponad 6 milionów 50 tysięcy  | [ 2 ]         |
|         | S.E.S.             | 1997–2002; od 2016   | pop                                                               | ponad 5 milionów 655 tysięcy | [ 3 ]         |
|         | Kim Kwang-seok     | 1984–1996            | folk rock                                                         | ponad 5 milionów             | [ 13 ]        |
|         | g.o.d.             | od 1999              | pop                                                               | ponad 5 milionów             | [ 2 ] [ 3 ]   |
|         | Super Junior       | od 2005              | pop / dance / electronic / R&B                                    | ponad 4 miliony 264 tysiące  | [ 3 ]         |
|         | Kara               | od 2007              | pop                                                               | ponad 4 miliony 785 tysięcy  | [ 3 ]         |
|         | SHINee             | od 2008              | pop / dance-pop / R&B                                             | ponad 3 miliony 382 tysiące  | [ 3 ]         |
|         | Big Bang           | od 2006              | pop / hip-hop / rock / dance / electronic / R&B                   | 2 miliony 972 tysiące        | [ 14 ]        |
|         | Yoon Do-hyun Band  | od 1996              | rock                                                              | ponad 2 miliony              | [ 15 ]        |
|         | Tae Jin-ah         | od 1973              | trot                                                              | 1 milion 500 tysięcy         | [ 16 ]        |
|         | 2PM                | od 2008              | pop                                                               | ponad milion                 | [ 14 ]        |
|         | CNBlue             | od 2009              | rock / pop / rock alternatywny / power pop                        | ponad milion                 | [ 14 ]        |
|         | Uhm Jung-hwa       | od 1993              | dance / electropop                                                | ponad milion                 | [ 17 ]        |